# Biało-Czerwoni

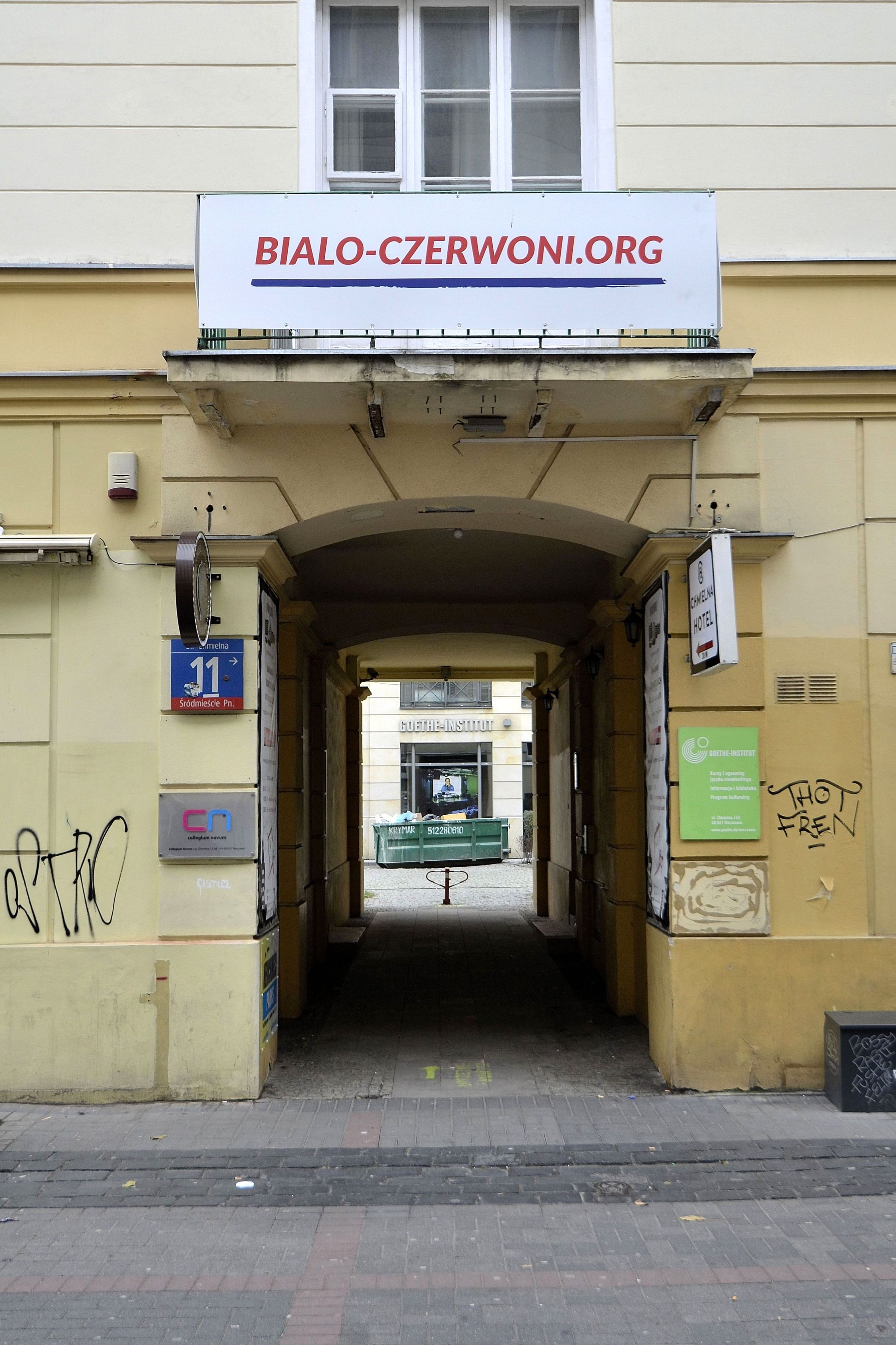
Siedziba partii przy ul. Chmielnej 11

Biało-Czerwoni – polska centrolewicowa partia polityczna założona 29 czerwca 2015, zarejestrowana 25 sierpnia 2015, posiadająca koło poselskie w Sejmie VII kadencji. Powołali ją byli politycy Twojego Ruchu i Sojuszu Lewicy Demokratycznej. Wyrejestrowana została 18 listopada 2019.

## Historia
Przewodniczącą partii została Aleksandra Popławska (była działaczka TR), wiceprzewodniczącym poseł Andrzej Rozenek, sekretarzem Tomasz Sybilski (wcześniej działający w SLD i Domu Wszystkich Polska), skarbnikiem poseł Sławomir Kopyciński, a rzecznikiem Anna Uzdowska-Gacek (wcześniej w SLD). W skład powołanego 2 lipca koła poselskiego weszli Sławomir Kopyciński (wybrany z listy SLD, później poseł Ruchu Palikota i TR), Jacek Najder (wcześniej w Ruchu Palikota i TR, został przewodniczącym koła), Grzegorz Napieralski (były poseł SLD, w latach 2008–2011 przewodniczący tej partii) i Andrzej Rozenek (były rzecznik klubu Ruchu Palikota i TR). Z ugrupowaniem związał się także m.in. członek zarządu województwa śląskiego (jego były wicemarszałek) i radny sejmiku Kazimierz Karolczak (były skarbnik SLD) – który jednak wkrótce opuścił ugrupowanie – oraz dwaj radni sejmiku zachodniopomorskiego (Adam Ostaszewski i Artur Nycz).
W wyborach parlamentarnych w 2015 partia nie zdołała zebrać wystarczającej liczby podpisów do rejestracji ogólnopolskiego komitetu do Sejmu i nie wystawiła własnych list. Porozumiała się natomiast z Ruchem Społecznym Rzeczypospolitej Polskiej, w wyniku czego dwóch działaczy BC (otwierający listę Robert Banasiuk oraz startujący z 9. miejsca Ernest Walasek) wystartowało z ramienia tej organizacji w okręgu siedleckim. W wyborach do Senatu komitet BC wystawił Jacka Najdera w okręgu pilskim. Ponadto w okręgu świnoujskim z ramienia Platformy Obywatelskiej (bez rekomendacji BC, jednak ze wsparciem tej partii) wystartował do tej izby Grzegorz Napieralski. Jako jedyny z członków BC uzyskał on mandat w parlamencie (nie przystąpił do klubu PO, do lipca 2019 pozostając senatorem niezrzeszonym). Jacek Najder w swoim okręgu wyborczym zajął przedostatnie, 5. miejsce.
W lutym 2016 działacze Biało-Czerwonych zaangażowali się w tworzenie lewicowego stowarzyszenia Inicjatywa Polska (którego prezesem została Barbara Nowacka; w szeregach iPL znalazła się także część obecnych i byłych działaczy SLD). W maju tego samego roku BC i iPL przystąpiły do koalicji Wolność Równość Demokracja, powstałej pod patronatem Komitetu Obrony Demokracji. Wkrótce potem Biało-Czerwoni podejmowali wspólne działania z Unią Pracy. W czerwcu 2017 założyciel i wiceprzewodniczący BC Andrzej Rozenek odszedł z partii, przystępując do SLD.
W 2016 Adam Ostaszewski został wiceprzewodniczącym sejmiku zachodniopomorskiego. Obaj radni związani z BC w 2017 współtworzyli klub Zachodniopomorska Inicjatywa Samorządowa, związany z iPL, której kandydaci w wyborach samorządowych w 2018 startowali z list Koalicji Obywatelskiej. Artur Nycz ubiegał się o reelekcję do sejmiku, uzyskując mandat. W Warszawie założyciele BC startowali do rady miasta z różnych list (m.in. z komitetu Jacka Wojciechowicza Akcja Warszawa). Sekretarz generalny Tomasz Sybilski uzyskał mandat z listy KO. Szefowa partii Aleksandra Popławska przed wyborami odeszła z iPL w sprzeciwie wobec przystąpienia stowarzyszenia do KO (sama startowała bez powodzenia do rady dzielnicy Mokotów z ramienia komitetu Jana Śpiewaka Wygra Warszawa). Z początkiem sierpnia 2019 do klubu KO (i grupy senatorów PO) w Senacie przystąpił Grzegorz Napieralski, po deklaracji startu z listy KO w wyborach parlamentarnych w 2019. Jako kandydat iPL, uzyskał on mandat poselski.
Za 2017 rok Biało-Czerwoni nie złożyli sprawozdania finansowego, co zobligowało sąd do wykreślenia ich z ewidencji partii; BC nie złożyli również sprawozdania za rok 2018. W czerwcu 2019 Inicjatywa Polska została zarejestrowana jako partia. W jej zarządzie znaleźli się m.in. byli czołowi działacze BC – Adam Ostaszewski, Tomasz Sybilski i Anna Uzdowska-Gacek. Wykreślenia BC z ewidencji partii politycznych sąd dokonał 18 listopada 2019.

## Program
Główną wartością, jaką kierowali się członkowie ugrupowania, była wolność: 

Nasze postulaty będą podporządkowane kluczowej dla postępowego społeczeństwa wartości, jaką jest wolność. Wolność gospodarcza, wolność obyczajowa, ale też wolność od wszelkich wykluczeń, w tym zwłaszcza od biedy.

Ugrupowanie opowiadało się za skandynawskim modelem gospodarczym.
Biało-Czerwoni sprzeciwiali się jednomandatowym okręgom wyborczym. Popierali za to proponowaną przez Stronnictwo Demokratyczne koncepcję „wyborów prawdziwie proporcjonalnych”. Sprzeciwiali się finansowaniu partii politycznych z budżetu państwa.